# Kabinett Rudinì III
Das Kabinett Rudinì III regierte das Königreich Italien vom 11. Juli 1896 bis zum 14. Dezember 1897. Nach dem Fall der Vorgängerregierung Rudinì II, führte erneut  Antonio Starabba di Rudinì die Regierung als Ministerpräsident an.

## Entstehung und Entwicklung
Das Kabinett Rudinì III war das 33. Kabinett des Königreiches und wurde wie das Kabinett zuvor weiterhin von der Historischen Rechten (italienisch Destra storica) und Historischen Linken (it. Sinistra storica) gestützt. Es war ein Jahr, fünf Monate und 3 Tage im Amt. Nach dem Tod des Justizministers Giacomo Giuseppe Costa im August 1897 nahm Rudinì einige Umstellungen im Kabinett vor. In der Folge wurde auch das für den Zivilkommissar für Sizilien eingerichtete Ministerium ohne Geschäftsbereich wieder abgeschafft.
Am 3. Dezember 1897 trat Kriegsminister Luigi Pelloux von seinem Posten zurück, nachdem die Abgeordnetenkammer zuvor mit knapper Stimmenmehrheit einen von ihm vorgestellten Gesetzesvorschlag zurückgewiesen hatte. Sein Rücktritt löste eine Regierungskrise aus und Rudinì nutzte die Gelegenheit, sich mit dem von ihm angeführten Nachfolgekabinett Rudinì IV eine breitere Regierungsbasis zu verschaffen.

## Minister

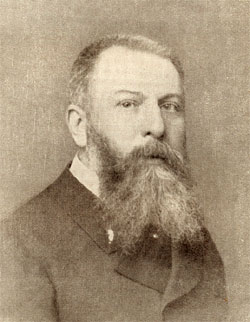
Antonio Starabba di Rudinì

| Ministerien                                       | Name |
| ------------------------------------------------- | --- |
| Ministerpräsident                                 | Antonio Starabba di Rudinì |
| Äußeres                                           | Emilio Visconti-Venosta |
| Inneres                                           | Antonio Starabba di Rudinì |
| Justiz und Kirchenangelegenheiten                 | Giacomo Giuseppe Costa (verstorben am 15. August 1897) Antonio Starabba di Rudinì (geschäftsführend bis 17. September 1897) Emanuele Gianturco (ab 18. September 1897) |
| Krieg                                             | Luigi Pelloux |
| Marine                                            | Benedetto Brin |
| Finanzen                                          | Ascanio Branca |
| Schatz                                            | Luigi Luzzatti |
| Öffentliche Arbeiten                              | Giulio Prinetti |
| Bildung                                           | Emanuele Gianturco (bis 17. September 1897) Giovanni Codronchi Argeli (ab 18. September 1897)                                                                          |
| Landwirtschaft, Industrie und Handel              | Francesco Guicciardini |
| Post und Telegraphie                              | Emilio Sineo |
| ohne Geschäftsbereich Zivilkommissar für Sizilien | Giovanni Codronchi Argeli (bis 18. September 1897) |